# Чернофигурная вазопись

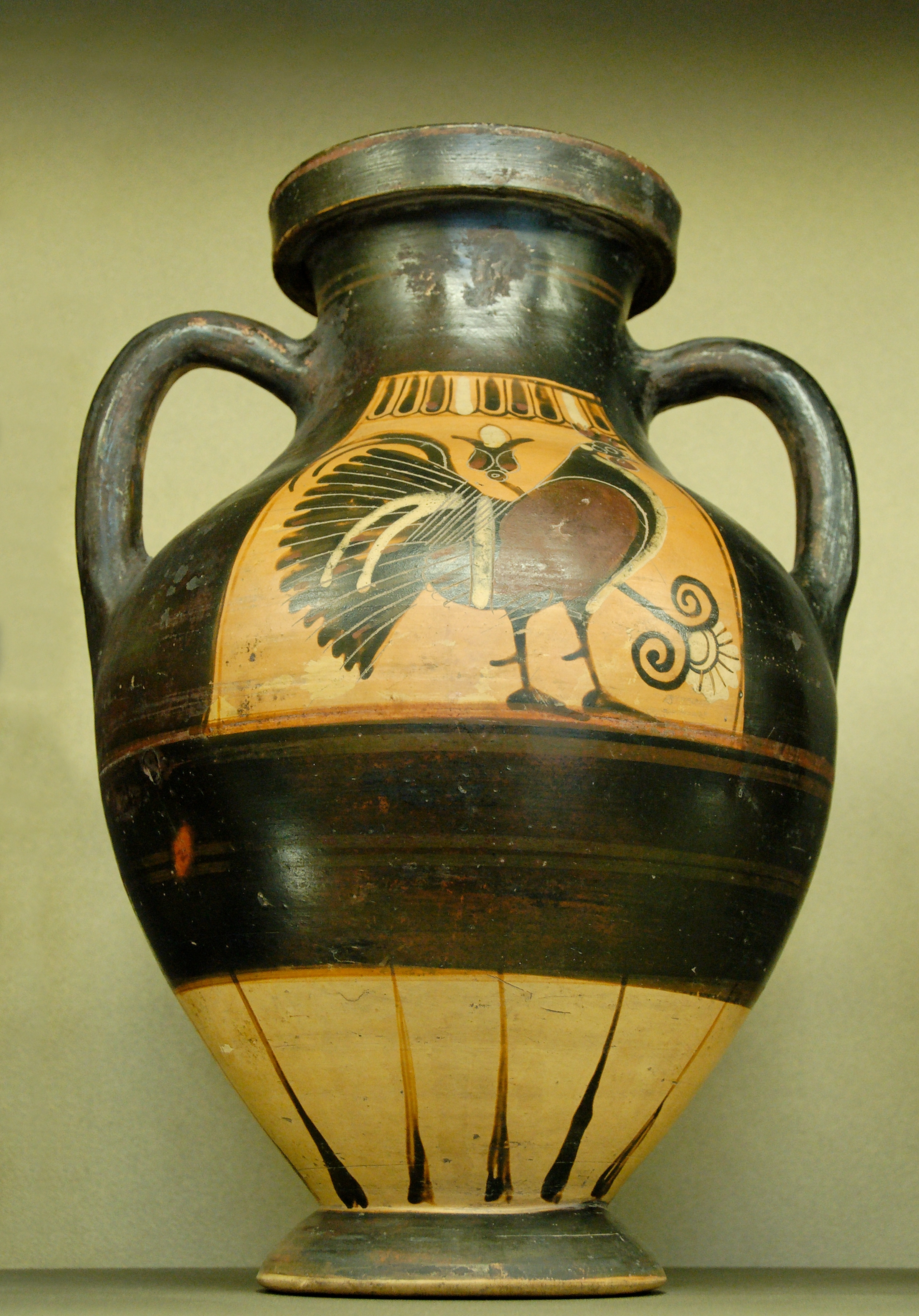
Изображение петуха на коринфской чернофигурной амфоре. Около 575—550 гг. до н. э. Лувр

Чернофигу́рная ва́зопись — один из наиболее значимых стилей вазописи наряду с краснофигурной вазописью. Расцвет древнегреческой чернофигурной вазописи приходится на VII—IV века до н. э.

## Технология изготовления
Для вазописи большое значение имеет форма сосуда, на который наносится изображение. Популярность  форм варьировалась со временем: некоторые сосуды использовались только в определённый период времени, другие выходили из употребления, а третьи претерпевали со временем значительные изменения. Однако общим являлся принцип нанесения росписи. Созданные гончаром вазы сначала высушивались. Далее подсохшие до состояния сырца сосуды ещё до обжига расписывалась вазописцами — в своём большинстве рабами либо нанятыми ремесленниками, которые по сравнению с гончарами занимали более низкое положение в обществе. В технике чернофигурной вазописи изображаемый сюжет наносился на вазу глиняным шликером (глянцевой глиной, ранее ошибочно считавшейся лаком). Таким образом, это не было росписью в обычном понимании этого слова. Сначала рисунок наносился на вазу инструментом типа кисти. Детали внутри изображения прорисовывались с помощью насечек на шликере. Для проработки деталей часто применялись минеральные краски — красная и белая для орнаментов, элементов одежды, волос, гривы животных, деталей оружия и другого. Белая краска также использовалась для изображения женского тела. Оценить конечный результат росписи можно было только после сложного трёхкратного обжига. В процессе обжига глина сосуда приобретала красноватый оттенок, а шликер становился чёрным.

## Общие особенности
Несмотря на то что на различных территориях Греции, а также в различные периоды развития мотивы чернофигурной росписи могли значительно различаться, существует ряд общих тенденций, отличавших эпоху чернофигурной вазописи от предшествовавших ей ориентализирующей и геометрической. В первую очередь, именно в это время стали господствовать сюжетные композиции, вытеснив собой абстрактные орнаментальные композиции и ковровые изображения одинаковых фигур животных. Кроме того, вазописцы практически полностью отказались от заполнения пустот отвлекавшим внимание смотрящего заполнительным узором, стараясь, напротив, сконцентрировать влияние зрителя на, чаще всего, мифологическом сюжете.
Изображаемые группы людей приобрели качественно иной характер. Это уже не были безликие фигуры одинаковой величины, напоминавшие орнамент. Теперь вазописцы рисовали конкретные сцены с конкретными героями, выделяя среди них главных. Кроме того, принципиально новым явлением стало изображение на вазах различных неодушевлённых предметов, прежде всего технических сооружений: кораблей, архитектурных элементов и др. Новинкой стало и обилие текста на вазах: мастера стали гораздо чаще добавлять различные надписи, каким-либо образом пояснявшие изображаемый сюжет.
Повсеместно распространились и некоторые правила прорисовки человеческих фигур. Так, мужчин всегда изображали с помощью чёрного лака, в то время как лица и иные открытые части тела женщин покрывались белой краской. Это напрямую было связано с реалиями жизни греков: мужчины-воины и в принципе представители мужского пола были гораздо более загорелыми, так как вели активную социальную и политическую жизнь, в то время как женщины гораздо больше времени проводили дома. Помимо этого, в чернофигурном стиле принципиально по-разному изображались глаза: женские имели подчёркнуто миндалевидную форму, в то время как мужские — овальную.

## Коринфская вазопись
Чернофигурная вазопись возникла в Коринфе около 700 года до н. э. Украшенная росписью керамика из Коринфа господствовала в средиземноморском регионе в VII — начале VI веках до н. э. Большая часть изготовленных в Коринфе керамических сосудов были обнаружена в Этрурии, нижней Италии и на острове Сицилия. Коринфская глина была мягкой и имела желтоватый, а иногда зеленоватый оттенок. Много изделий страдало от ошибок при обжиге.
В коринфской керамике различают несколько периодов: протокоринфский, переходный, ранний коринфский (620/615-595 гг. до н. э.), средний коринфский (595—570 гг. до н. э.), а также I поздний коринфский (570—550 гг. до н. э.) и II поздний коринфский (после 550 г. до н. э.). Установление возраста ваз связано с некоторыми трудностями и часто опирается на даты основания греческих поселений на территории Италии.
После обжига глянцевая глина на вазах становится матово-чёрной. Дополнительные краски — белая и красная — впервые стали применяться именно коринфскими вазописцами. Украшенные росписью сосуды обычно небольшого размера и редко превышают высоту в 30 сантиметров. Росписью преимущественно украшались сосуды для ароматических масел (алабастроны, арибаллы), пиксиды, кратеры, ойнохойи и чаши. Часто расписывалась и керамика более сложных фигурных форм. В отличие от ваз аттического происхождения на коринфских вазах редко встречаются граффити или подписи вазописцев. Из немногих известных по именам коринфских вазописцев выделяются Харес и Тимонид. Для коринфской вазописи характерны изображения животных во фризах — тонких поясах, горизонтально разделяющих тулово ваз. Часто изображаются мифологические сцены: Геракл и персонажи легенд о Троянской войне. Боги встречаются в коринфской живописи сравнительно редко. Из повседневной жизни коринфские вазописцы часто изображали сражения, всадников и пиры. Спортивные состязания встречаются редко.

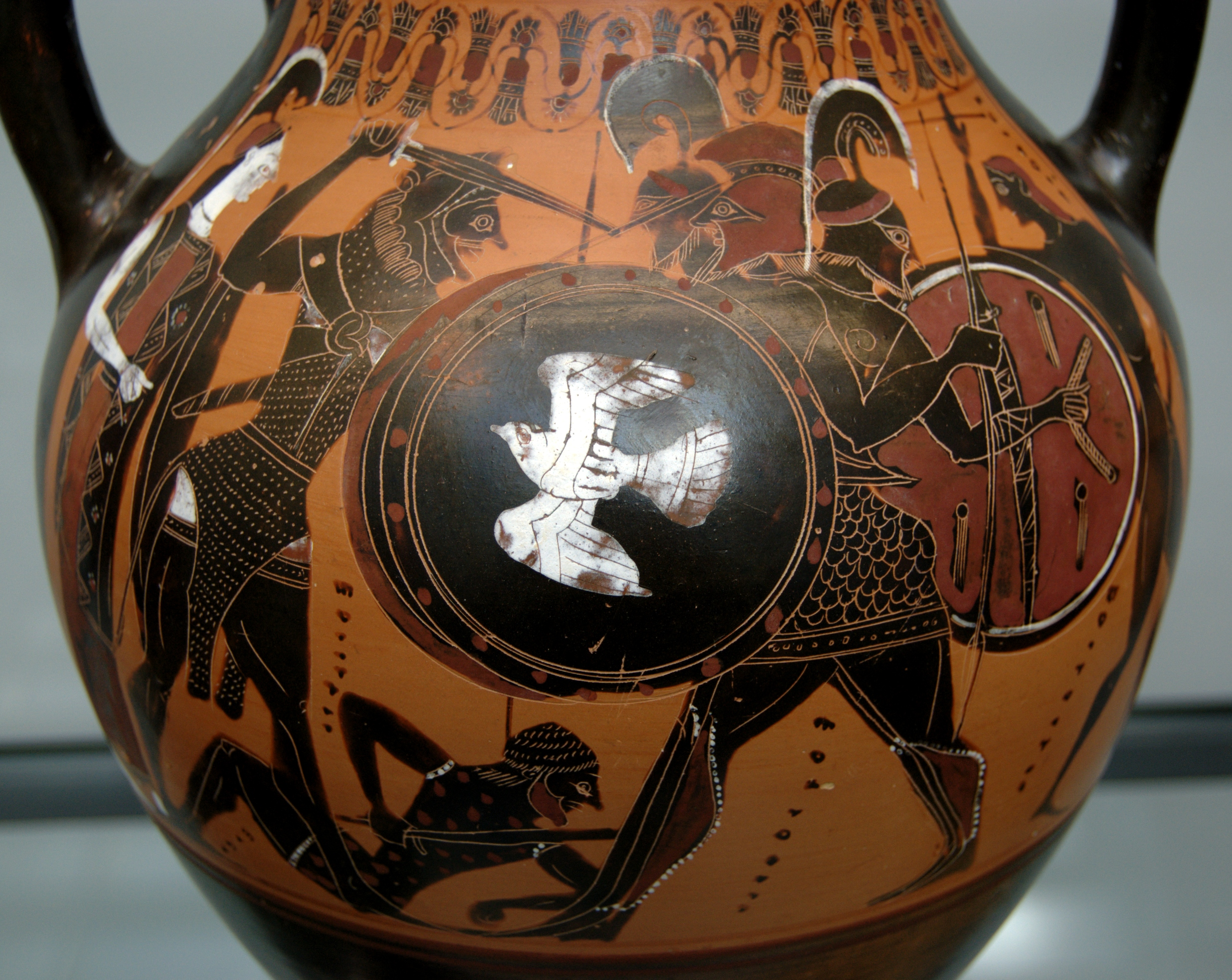
Аттическая чернофигурная амфора. Геракл и Герион. Около 540 г. до н. э. Государственное античное собрание. Мюнхен

Проследить развитие стиля коринфской вазописи достаточно сложно, поскольку в отличие от аттической пропорции расписываемых сосудов в Коринфе менялись незначительно. В ранний период расписывались сосуды для ароматических масел и кратеры-колонетты (их также называют «коринфскими»). Повествовательные изображения чередуются с анималистическими фризами. По ассирийской традиции часто встречается изображение льва. В качестве орнаментального украшения на вазах высекались розетки. В среднем периоде льва сменила пантера. Изображения становятся более вытянутыми. Орнаменты отличаются большим разнообразием и наносятся как узор на обоях. В вазопись включаются новые формы сосудов: амфориски и выпуклые пиксиды. Наиболее известными мастерами этого времени являются упомянутый Тимонид, Мастер Додвелла и Мастер кавалькады. В I поздний период анималистические фризы сохраняются исключительно на пиксидах и сосудах для ароматических масел. Наиболее популярным заполняющим орнаментом является «горошек». В это время Коринф уступил лидирующее положение в вазописи Афинам. Если прежде аттические вазописцы копировали творческие находки коринфских мастеров, то теперь наоборот коринфские мастера получают творческие импульсы от аттических художников. Однако и в это время в Коринфе творили талантливые вазописцы, как, например Тидей. Выдающимися произведениями вазовой росписи этого периода стали кратеры Амфиарос и Астарита. Коринфяне позаимствовали у афинских гончаров новые формы сосудов: лекиф и ойнохойю. Господствующий аттический стиль вазописи повлиял и на изначально желтоватый оттенок коринфской керамики: её стали дополнительно покрывать красноватой краской. Для II позднего коринфского стиля характерно преобладание орнаментальной росписи и силуэтной техники изображения. В это время началось распространение краснофигурного стиля, в котором коринфские вазописцы не достигли каких-либо выдающихся результатов.

## Аттическая вазопись
Аттическая чернофигурная вазопись развивалась несколько позже Коринфской. В росписях раннего этапа её развития новые приёмы, воспринятые во многом благодаря влиянию Коринфа, сочетаются с традициями ковровой, а иногда и геометрической росписи. Кроме того, на ранних этапах изображения людей всё ещё были схематичны, однако мастера уже стали пытаться передавать эмоции героев, изобразить какие-то действия.
Расцвет аттической чернофигурной вазописи начался в середине VI в. до н.э. Одними из известнейших вазописцев Аттики стали Клитий, Лидос, Эксекий, Амасис, а также ученики этих мастеров. Работы Клития относятся к началу расцвета чернофигурной аттической вазописи. На одном из самых знаменитых расписанных им сосудов — приземистой формы кратере — ещё заметна традиция предшествующих эпох. Так, насыщенность различными сюжетными линиями, внимательность к деталям, уникальность каждого героя сочетаются с ориентализирующей традицией помещения элементов росписи в горизонтальные фризы.
Помимо индивидуальных мастеров, в Аттике также работали целые мастерские, в которых вазы зачастую выпускались в относительно большом количестве, можно сказать, для более широкого потребления. Одной из таких мастерских является мастерская Никосфена. Здесь производились в основном амфоры, имевшие особую форму: тело вазы напоминало перевёрнутое яйцо, а горлышко, почти равное по высоте телу, плавно сужалось к верху, ручки же были большими и тонкими. Сюжеты росписей ваз, производившихся в этой мастерской, были основаны главным образом на мифологии. Часто изображались также вакхические сцены. При всём совершенстве техники росписей, они часто были похожими друг на друга, в них использовались схожие орнаментальные элементы, что объяснялось более массовым производством. Возможно, для нанесения одинаковых узоров, использовались и трафареты.
Для аттических вазописцев была важна целостность передаваемого сюжета, а потому они концентрировались непосредственно на изображаемом действии. Фигуры людей, написанные аттическими мастерами, отличались динамичностью, изображались в сложных ракурсах. Аттические мастера использовали специальный приём — роспись в клейме, для того, чтобы акцентировать внимание зрителя на изображённом сюжете. Кроме того, их роспись отличалась гораздо большей свободой в вопросах выбора поз, вазописцы не боялись изображать группы фигур. По мере развития аттической вазописи сюжет в изображениях стал настолько важен, что в работах Эксекия порой невозможно найти главного героя композиции. Мастер придавал гораздо больше значения целостности изображаемого действия, соотношению фигур, их взаимосвязи. Позднее, другие мастера уже краснофигурной росписи, унаследуют ряд приёмов школы Эксекия.
Чёрный лак, который использовали аттические вазописцы, отличался глубиной цвета, достаточно интенсивно блестел. Мастерам удавалось придавать ему такую гладкость, что поверхность, покрытая им, могла даже отражать свет подобно зеркалу. Несмотря на насыщенный чёрный цвет, на некоторых вазах рисунки, нанесённые таким лаком, отливали оливковым оттенком.

## Чернофигурная вазопись в других регионах
Аттика и Коринф были центрами гончарного мастерства в тот период, однако и в других частях Греции вазописцы восприняли новый стиль и воплощали его в своих росписях с отдельными особенностями.

### Лаконскаявазопись
На этой территории чернофигурная роспись имела свои существенные особенности. В первую очередь её отличали симпатии к предшествовавшему — ориентализирующему — стилю. Главным образом это выражалось в разделении сосудов на несколько горизонтальных рядов, которые часто всё так же заполнялись орнаментом. Не позволяет отнести к ориентализирующему стилю лаконскую чернофигурную вазопись то, что группы человеческих фигур всё же изображались в рамках определённого сюжета и играли главную роль в росписи. В качестве сюжетов для вазописи часто избирались сцены из жизни правителей, военных походов. Среди мифологических сюжетов лаконских мастеров в первую очередь привлекали жизнеописания героев и богов Олимпа.

### Клазоменская вазопись
Мастера из Клазомен также пользовались приёмом расположения сюжетных композиций внутри фризов, деливших сосуд на несколько горизонтальных отсеков. В отличие от лаконцев, они изображали сцены из религиозных празднеств, часто использовали мотив хороводов танцовщиц, рисовали мифических существ. Помимо различных керамических изделий, клазоменские чернофигурные росписи встречаются также и на саркофагах, при этом там мастера явно сочетали несколько стилей росписи.

### Халкидская вазопись
Свои особенности имела и чернофигурная вазопись Халкидик. Особенность росписи ваз здесь в первую очередь заключалась в том, что мастера часто помещали фигуры животных и людей не на самой выпуклой и большой по площади части сосуда, а по бокам. В центре изображалась мастерски прописанная розетта или иная цветочная композиция, а по бокам, обычно под ручками, помещались животные или люди. Тематики росписи, интересовавшие халкидских мастеров, были общими со многими другими центрами вазописи. Гораздо чаще стали изображаться сцены военных действий. В качестве нововведения по сравнению с предыдущей эпохой следует отметить стремление мастеров подписывать имена героев сюжета росписи.